# فلیبانسرین
فلیبانسرین (انگلیسی: Flibanserin) (با نام تجاری آدی) دارویی است که برای درمان سردمزاجی و بی میلی جنسی در زنان استفاده می‌شود.
در ماه اوت سال ۲۰۱۵ سازمان غذا و داروی آمریکا با فروش و توزیع این دارو در داروخانه‌های ویژه و مراکز مجاز موافقت کرد. پیش‌تر و در سال ۲۰۱۰ این سازمان با تولید عمومی این دارو مخالفت کرده بود.
این برای نخستین بار است که این سازمان دارویی را تأئید کرده، که تمایلات جنسی در زنان را افزایش می‌دهد و عملاً مانند ویاگرا برای آنها عمل می‌کند.

## موارد مصرف
فلیبانسرین به صورت دهانی و هر شبانه‌روز یک بار موقع خواب مصرف می‌شود و برای زنان در دوران پیش از یائسگی، که به کمبود میل جنسی و اضطراب ناشی از آن دچار می‌شوند، تجویز می‌شود.